# Ernest Goes to School
Ernest Goes to School (lett. Ernesto va a scuola) è un film commedia statunitense del 1994, diretto da Coke Sams. Il film è inedito in Italia.

## Seguiti
- Slam Dunk Ernest (1995)
- Ernest Goes to Africa (1997)
- Ernest in the Army (1998)